# Belinda Woolcock
Belinda Woolcock (ur. 24 stycznia 1995 w Melbourne) – australijska tenisistka.

## Kariera tenisowa
W karierze wygrała jeden turniej singlowy i sześć deblowych rangi ITF. 18 listopada 2019 zajmowała najwyższe miejsce w rankingu singlowym WTA Tour – 290. pozycję, natomiast 22 lutego 2021 osiągnęła najwyższą lokatę w deblu – 207. miejsce.
W 2011 roku wchodziła w skład zwycięskiej juniorskiej drużyny rywalizującej w rozgrywkach Pucharu Federacji.
W 2016 roku zadebiutowała w turnieju głównym zawodów wielkoszlemowych, przegrywając w pierwszej rundzie gry podwójnej podczas Australian Open.
W 2017 roku ukończyła studia na Uniwersytecie Florydy, uzyskując bachelor’s degree. Z sukcesami uczestniczyła w rozgrywkach organizowanych przez National Collegiate Athletic Association. Otrzymała Honda Sport Award.

## Wygrane turnieje rangi ITF
| turnieje z pulą nagród 100 000 $ |
| turnieje z pulą nagród 80 000 $  |
| turnieje z pulą nagród 60 000 $  |
| turnieje z pulą nagród 25 000 $  |
| turnieje z pulą nagród 15 000 $  |
| turnieje z pulą nagród 10 000 $  |

### Gra pojedyncza
|    | Data       | Turniej | Naw.   | Przeciwniczka | Wynik          |
| 1. | 27/01/2019 | Burnie  | Twarda | Paula Badosa  | 7:6(3), 7:6(4) |

### Gra podwójna
|    | Data       | Turniej   | Naw.    | Partnerka       | Przeciwniczki                           | Wynik          |
| 1. | 21/07/2017 | Târgu Jiu | Ceglana | Samantha Harris | Federica Bilardo Michele Alexandra Zmau | 0:6, 6:4, 10–4 |
| 2. | 28/07/2017 | Târgu Jiu | Ceglana | Samantha Harris | Riya Bhatia Oana Gavrilă                | 6:3, 6:2       |
| 3. | 04/08/2017 | Târgu Jiu | Ceglana | Samantha Harris | Margarita Łazariewa Milana Spremo       | 6:1, 7:5       |
| 4. | 27/04/2019 | Osprey    | Ceglana | Pamela Montez   | Arianne Hartono Alexandra Perper        | 7:6(3), 6:3    |
| 5. | 17/05/2019 | Naples    | Ceglana | Mara Schmidt    | Reese Brantmeier Kimmi Hance            | 6:3, 5:7, 10–6 |
| 6. | 12/10/2019 | Toowoomba | Twarda  | Abbie Myers     | Haruna Arakawa Misaki Matsuda           | 7:6(2), 6:3    |